# Eric Herfst
Eric Herfst (Amsterdam, 14 mei 1937 – aldaar, 21 februari 1985) was een Nederlands cabaretier.

## Jeugd
Herfst groeide op in de Amsterdamse wijk Tuindorp Nieuwendam. Zijn ouders waren betrokken bij de socialisten. Zelf werd Herfst al snel lid van de AJC (de Arbeiders Jeugd Centrale), de socialistische jeugdbeweging. Hier ontmoette hij Ben Rowold met wie hij bevriend raakte. Rowold en Herfst gingen samen naar de MULO en halverwege de jaren vijftig ook naar de kweekschool om opgeleid te worden tot onderwijzer. In hun vrije tijd raakten de twee in de ban van de mime en gaven ze verschillende voorstellingen onder de naam "Pantalone".

## Lurelei
In 1958 stopte Herfst met de kweekschool en concentreerde zich op zijn mime-activiteiten. Samen met Rowold en Kees Bergman richtte hij Lurelei op. Naast mime kwamen er nu ook cabaretteksten en liedjes. Het probleem was dat de drie geen geweldige stemmen hadden. Herfst speelde tegelijkertijd ook mee in het mimegezelschap Carrousel, dat zich met name op de jeugd richtte. Ondanks Lurelei bleef hij de mime voorlopig trouw en in 1962 studeerde hij zelfs enige maanden mime in Parijs. Pas in oktober van dat jaar zou hij de mime definitief vaarwel zeggen. Lurelei bleek namelijk een succes. Het gebrek aan zangtalent werd ondervangen door Adèle Bloemendaal en vanaf 1960 door Jasperina de Jong. Met De Jong trad Herfst in 1961 in het huwelijk. Lurelei bracht een wat absurd cabaret met hier en daar uithalen naar de politiek. De komst van Guus Vleugel als tekstdichter stuwde de kwaliteit van de voorstellingen op. Zijn vileine teksten bleken wonderwel te passen bij de stem van De Jong. Nummers als "Arme ouwe" en "Hermandad" werden berucht. Herfst bleek zelf een talent te hebben voor het brengen van droogkomische conferences. In 1963 liet de groep Caveau Paloni, een voormalige nachtclub aan Amsterdamse Leidsekade ombouwen tot een klein theater  van 155 stoelen, het Lureleitheater. Herfst en De Jong kregen het jaar daarna een zoon, Pelle.

## Acteur
Lurelei was uiterst succesvol en diverse cabaretiers als Sylvia de Leur, Frans Halsema, Kees van Kooten, Marjan Berk, Gerard Cox en Leen Jongewaard maakten deel uit van het gezelschap. Herfst was de duidelijke leider van het gezelschap dat zich steeds meer profileerde op het politieke vlak. Met name Relderelderel uit 1966, gebaseerd op de provorellen uit die tijd, liet dat zien. In 1968 viel het doek. Lurelei stopte en Herfst concentreerde zich meer en meer op de carrière van zijn vrouw. Hij had de artistieke leiding van de musical De Stunt, waarin De Jong de hoofdrol had. Zelf speelde hij mee in diverse televisieproducties, zoals in de AVRO-serie De leeuwerik (1968/1969) en de jeugdserie Floris en in de KRO-serie Rust noch duur. In het theater stond hij in de productie Moeder er komt een bevolkingsexplosie, ja kind dat zal me een klap geven.

## Producent
De jaren zeventig stonden geheel in dienst van De Jong. Herfst produceerde en regisseerde drie grote soloshows van zijn vrouw. In 1980 stond hij samen met haar weer op het toneel in de cabaretproductie Tussen zomer en winter op teksten van Ivo de Wijs. Intussen waren de plannen die Herfst had, ontwikkeld voor een eigen theater in Amsterdam, op de lange baan geschoven. Wel werd in 1982 de musical Fien, oorspronkelijk bedoeld om in dit eigen theater te worden opgevoerd, toch geproduceerd door Herfst, en met zijn vrouw in de hoofdrol opgevoerd. Tijdens de tournee van dit stuk werd bij hem een hersentumor geconstateerd waaraan hij op 47-jarige leeftijd overleed.